# Pioche
Pioche è un census-designated place degli Stati Uniti d'America, nello stato del Nevada, nella Contea di Lincoln, della quale è anche il capoluogo.